# Saga (Niamey)

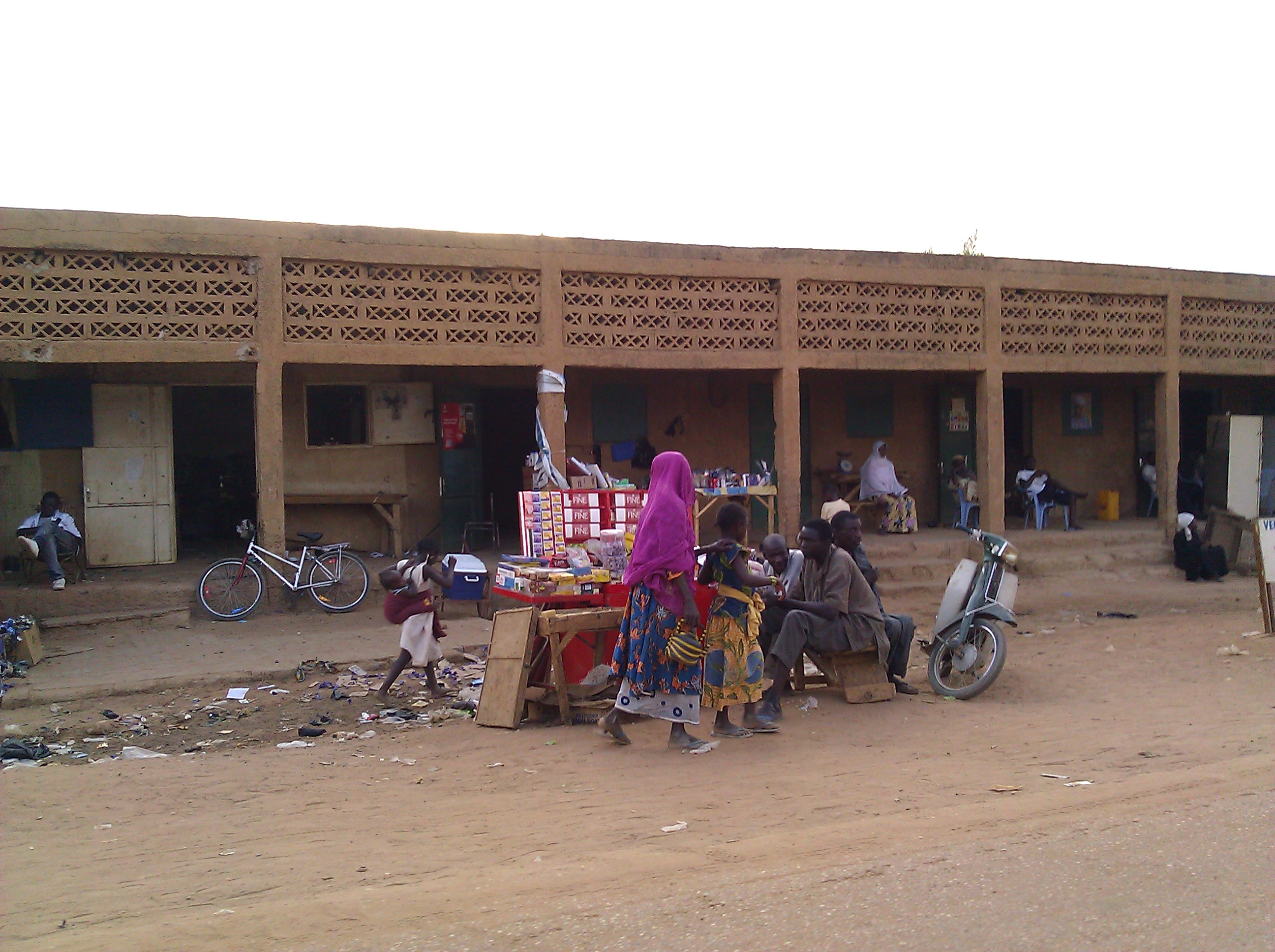
An der Nationalstraße 31 in Saga (2011)

Saga ist ein Stadtteil von Niamey in Niger. Die Siedlung am Fluss Niger bestand bereits Jahrhunderte vor der Gründung der Stadt Niamey.

## Geographie
Saga befindet sich am südlichen Stadtrand im Arrondissement Niamey IV. Zu den umliegenden Stadtteilen gehören im Norden Gamkalley und im Osten die Siedlungen beim Flughafen Niamey wie Aéroport I und Aéroport II. Im Süden folgt die Landgemeinde Liboré.
Das historische Zentrum von Saga erstreckt sich über eine Fläche von etwa 146 Hektar. Es besteht aus vier Stadtvierteln (französisch: quartiers):  Saga Fondobon, Saga Gassia Kouara, Saga Goungou und Saga Sambou Koira. Jüngere Erweiterungen sind Saga Dababanda jenseits der Nationalstraße 31 und Cité Olani als östlicher Ausläufer des Stadtteils.
Saga liegt am linken Ufer des Flusses Niger in einem Tafelland mit einer weniger als 2,5 Meter tiefen Sandschicht, wodurch nur eine begrenzte Einsickerung möglich ist. Der Stadtteil ist in der Regenzeit in den Monaten Juli und August regelmäßig Überschwemmungen ausgesetzt. Zu besonders schweren Hochwassern kam es in den Jahren 1998, 2010, 2012, 2013 und 2017. Im Jahr 2017 wurden dabei 27 Wohnhäuser zerstört, zwei Menschen starben.

## Geschichte

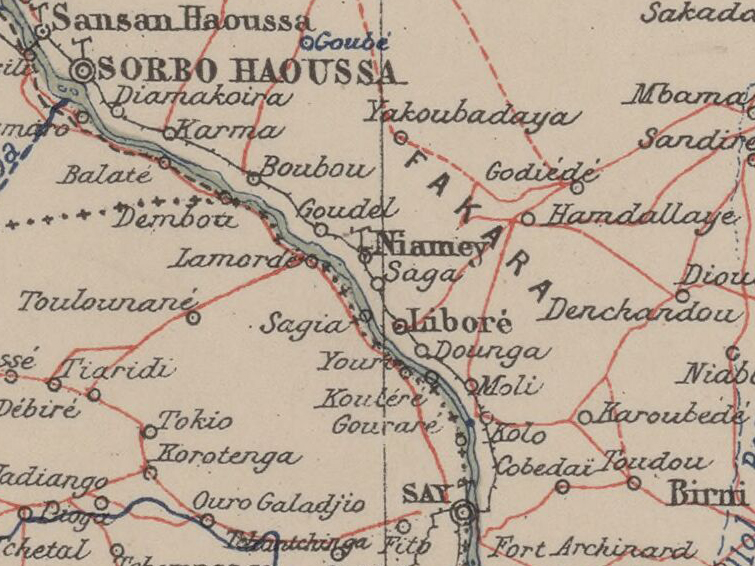
Ausschnitt einer Karte von 1903 mit Saga im Zentrum

Der Ortsname Saga kommt von dem Zarma-Wort sagai, das die Pflanze Oscher (Calotropis procera) bezeichnet.
Saga, ursprünglich überwiegend eine von der Volksgruppe der Zarma bewohnte Siedlung, wurde manchen Überlieferungen zufolge im Jahr 1572 von Moussa Zarmakoye gegründet, einem Krieger aus N’Dounga. Demnach stellten ihm ein Mann namens Abdou Wahab Sy aus Gao und eine Gruppe Gourmantché das Gebiet zur Verfügung. Drei Söhne von Moussa Zarmakoye sollen die Gründer der vier historischen Viertel von Saga gewesen sein.
Zu Beginn der französischen Kolonialzeit an der Wende vom 19. zum 20. Jahrhundert wurde Saga der Hauptort eines gleichnamigen Kantons, der seitdem von einem der staatlichen Verwaltung untergeordneten traditionellen Herrscher (französisch: chef traditionnel) geleitet wird. Nur von 1904 bis 1908 war Saga ein Teil des während dieser Zeit bestehenden Kantons Niamey. Die Kolonialverwaltung belegte den Markt von Saga eine Zeit lang mit Steuern, um die Entwicklung des Marktes in der nahegelegenen neuen Hauptstadt Niamey zu begünstigen. Nach einer Dürre- und Hungerperiode in den 1930er Jahren ging der Markt von Saga ein. Gemäß einer Legende hätte eine Wiedergründung des Markts den Sturz oder Tod des traditionellen Herrschers zur Folge.
Mit der Einteilung von Niamey in fünf Distrikte im Jahr 1979 wurde die Siedlung Teil des 4. Distrikts, der 1989 mit dem 3. Distrikt in der Teilgemeinde Niamey II aufging, die wiederum 1996 in der bisherigen Form aufgelöst wurde. Bei einer Untersuchung im Jahr 1985 wurde beim Befall mit der Saugwürmer-Art Schistosoma haematobium unter den 10- bis 14-Jährigen in Saga eine Prävalenz von 79 Prozent festgestellt.

## Kultur
Der Stadtteil ist für seine Zarma-Töpferkunst bekannt. In Saga gibt es eine Ausbildungsstätte für Djesseré, eine besondere Art von Erzählern, die historische Überlieferungen in langen Vorträgen weitergeben. Seit dem Jahr 2000 besteht eine öffentliche Bibliothek, die Bibliothèque Nangou Sambou.

## Wirtschaft und Infrastruktur

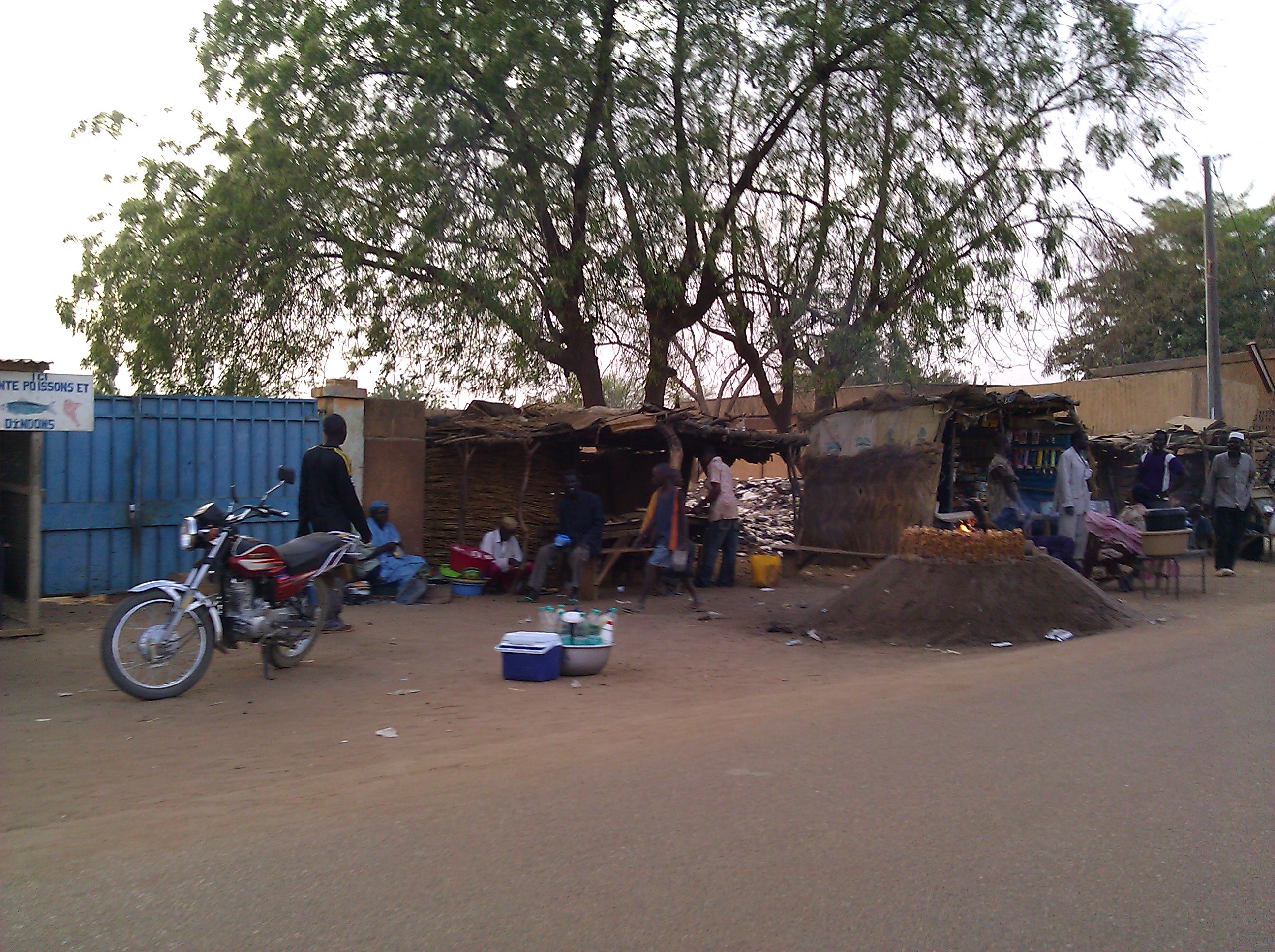
Verkaufsstände an der Nationalstraße 31 in Saga (2011)

Der Reisanbau ist für die Bevölkerung von Saga von herausragender Bedeutung als Einkommensquelle und Hauptnahrungsmittel. Er geht auf das 1967 zurück, als die Republik China in einem Gebiet von 750 Hektar um die Siedlung die Anlage von Flächen für den Reisanbau unterstützte. Die Reisbauern sind in einer Kooperative zusammengeschlossen. Einwohner von Saga gehören traditionellerweise zu den Landbesitzern im Grüngürtel von Niamey, wo sie Ackerbau betreiben. Im Stadtteil befindet sich ein Stützpunkt des staatlichen agronomischen Forschungsinstituts Institut National de Recherches Agronomiques du Niger (INRAN).
Entlang der Nationalstraße werden Lebensmittel, Kleidung und Haushaltswaren verkauft. In Saga gibt es mehrere öffentliche und private Schulen. Die älteste Grundschule wurde 1962 und die erste Mittelschule 1987 gegründet. Das weit über die Grenzen der Siedlung hinaus bekannte Gesundheitszentrum Centre de Santé Intégré (CSI) de Saga wurde 1996 geschaffen. Es wird von den Missionarinnen der Nächstenliebe betrieben.

## Persönlichkeiten
- Nouhou Malio (1915–1986), Erzähler vom Berufsstand der Djesseré